# Monothecium leucopterum
Monothecium leucopterum är en akantusväxtart som beskrevs av Raymond Benoist. Monothecium leucopterum ingår i släktet Monothecium och familjen akantusväxter. Inga underarter finns listade i Catalogue of Life.